# وباء معلوماتي
وباء معلوماتي (بالإنجليزية: Infodemic)‏ هو مصطلح مجازي يعبّر عن الانتشار السريع والواسع المدى لخلط من المعلومات الدقيقة وغير الدقيقة حول أمرٍ ما، مرض معين على سبيل المثال. فعندما تختلط الحقائق والشائعات بالإضافة للمخاوف وتتشتت، يصبح من الصعب معرفة المعلومات الأساسية حول قضية ما.

## التسمية
مصطلح وباء معلوماتي يرجع بالأصل للفظة الإنجليزية Infodemic وهي لفظة منحوتة من information و epidemic.

## تاريخ
بحسب المصادر المؤكِدة، فإنه جرى استعمال لفظة «Infodemic» عام 2003 بخصوص المعلومات المنتشرة حول مرض سارس وشهد اللفظ (أو مرادفاته) إعادة استخدام مجددًا في وقت ما من جائحة فيروس كورونا. وقد بدأت الأمم المتحدة ومنظمة الصحة العالمية استخدام مصطلح «وباء معلوماتي» أثناء جائحة كورونا اعتبارًا من 31 مارس 2020.

### الوباء المعلوماتي أثناء جائحة كورونا
تحدث تقرير مشترك للجمعية الملكية والأكاديمية البريطانية نُشر في أكتوبر 2020 بخصوص الوباءات المعلوماتية: « إن لقاح كوفيد-19 يواجه وباءً معلوماتيًا مع معلومات مضللة غالبًا ما تملأ الفراغ المعرفي عند الأشخاص، والتي تتميز بـ: (1) عدم الثقة في العلم والاستخدام الإنتقائي لأحكام الخبراء، (2) عدم الثقة في شركات الأدوية والحكومة، (3) تفسيرات بسيطة أو سطحية، (4) استخدام العاطفة، و(5) ما يُعرف إعلاميًا بغرف الصدى (تداول المعلومات وتضخيمها ضمن نطاق مغلق من الآراء)»، وللتأكيد على أهمية الأمر، فقد أقرت سنغافورة على سبيل المثال قانون POFMA والذي يجرّم التضليل والتلاعب على الأنترنت، وذلك بهدف مكافحة المرض وتطعيم العامة. كذلك فإن معهد مثل آسبن (بالإنجليزية: Aspen Institute)‏ تنبه سابقًا لهذا الأمر وبدأ مشروعه حول المعلومات المُضلِلة قبل بدأ الجائحة.
من جهة أخرى، وخلال منتدى المعلومات والديمقراطية، أصدرت «مجموعة عمل الشريط الأزرق» حول الوباءات المعلوماتية تقريرًا في نوفمبر 2020 يسلّط الضوء على 250 توصية لحماية الديمقراطيات وحقوق الإنسان والصحة.